# Jesper Sandvad
Jesper Sandvad (* um 1933) ist ein dänischer Badmintonspieler. 

## Karriere
Jesper Sandvad wurde 1950 dänischer Meister der U17. 1953 siegte er bei den Dutch Open, 1959 bei den German Open.

## Sportliche Erfolge
| Saison    | Veranstaltung                                    | Disziplin    | Platz | Name                                              |
| --------- | ------------------------------------------------ | ------------ | ----- | ------------------------------------------------- |
| 1949/1950 | Dänemark: Einzelmeisterschaften der Junioren U17 | Herreneinzel | 1     | Jesper Sandvad, Skovshoved                        |
| 1953      | Dutch Open                                       | Mixed        | 1     | Jesper Sandvad / Tove Andersen                    |
| 1953      | Dutch Open                                       | Herrendoppel | 1     | Jesper Sandvad / Ole Mertz                        |
| 1953      | Dutch Open                                       | Herreneinzel | 1     | Jesper Sandvad                                    |
| 1959      | German Open                                      | Herrendoppel | 1     | Jesper Sandvad / Poul-Erik Nielsen                |
| 1992/1993 | Dänemark: Seniorenmeisterschaften 55+            | Herrendoppel | 1     | Poul-Erik Nielsen / Jesper Sandvad, Skovshoved IF |